# نورمن راس
نورمن راس (به انگلیسی: Norman Ross) ورزشکار مرد رشتهٔ شنا اهل کشور ایالات متحده آمریکا است. وی در بین سال‌های ‎۱۹۲۰ میلادی در مسابقات بازی‌های المپیک تابستانی در مجموع ۳ مدال طلا را کسب کرد.